# Auzances
Auzances (okcitansko Ausança) je naselje in občina v francoskem departmaju Creuse regije Limousin. Leta 2011 je naselje imelo 1.318 prebivalcev.

## Geografija
Kraj leži v pokrajini Marche ob reki Cher, 31 km severovzhodno od Aubussona.

## Uprava
Auzances je sedež istoimenskega kantona, v katerega so poleg njegove, vključene še občine Brousse, Bussière-Nouvelle, Chard, Charron, Châtelard, Le Compas, Dontreix, Lioux-les-Monges, Les Mars, Rougnat in Sermur s 3.417 prebivalci.
Kanton Auzances je sestavni del okrožja Aubusson.

## Zanimivosti
- cerkev sv. Jakoba iz 13. do 15. stoletja, prenovljena v 19. stoletju;

## Pobratena mesta
- Sainte-Cécile-les-Vignes (Vaucluse, Francija),
- Roßtal (Bavarska, Nemčija).